# Redemptoristinnenkerk

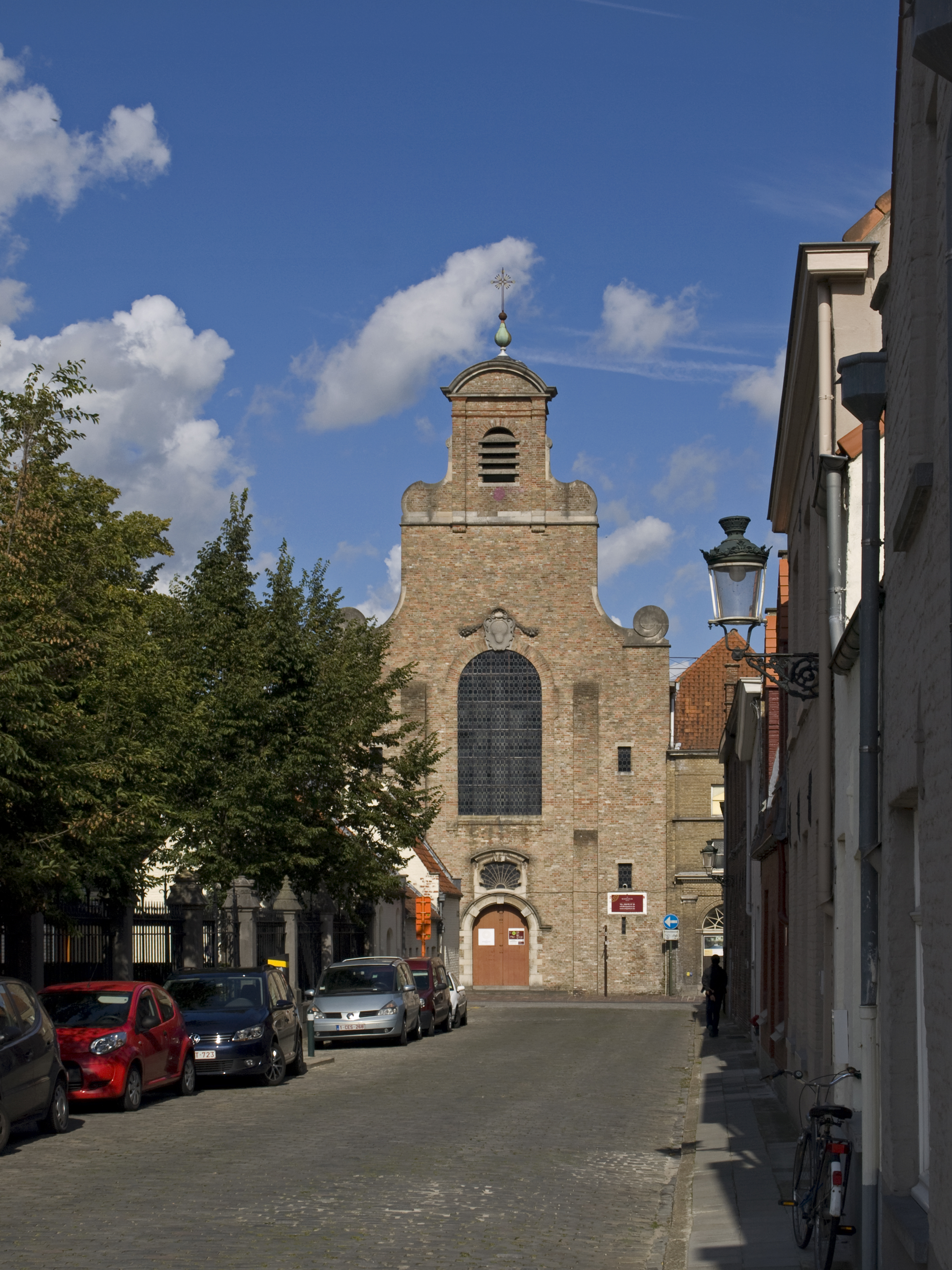
Kloosterkerk gezien vanuit de Arsenaalstraat

De Redemptoristinnenkerk in Brugge is een beschermd monument dat dateert uit 1841-46. Ze hoort bij het als stadsgezicht beschermde voormalig klooster van de redemptoristinnen in Brugge.

## De redemptoristinnen bouwen een klooster
In 1841 kwamen verschillende redemptoristinnen — vanwege de kleur van hun kledij ook 'rode nonnen' genaamd — zich in Brugge vestigen. Ze kwamen vanuit het klooster van Wenen, met de opdracht een eerste klooster in België te stichten. 
Na een paar jaar verblijf in de Goezeputstraat, konden ze een eigendom verwerven en een klooster bouwen tussen de Katelijnestraat en de Visspaanstraat. Hierbij hoorde volgens de gewoonte een kapel of kerk.

## Kerk
Ook al had de kloostergemeenschap de bedoeling zich bescheiden op te stellen, werd haar kerk een gebouw met een niet onbelangrijk volume.
Er werd lange tijd verondersteld dat kerk en klooster door een Weense broeder-redemptorist werden ontworpen, tot werd aangenomen dat de Doornikse broeder-redemptorist René Duvivier (1801-1854) de auteur was. Het gebouw had geen pretenties en wilde gewoon een romantische evocatie zijn van de middeleeuwse gotiek. De aangewende technieken en materialen, zoals gietijzer en stucwerk, waren typisch voor deze periode. 
Aanvankelijk was de appreciatie van het kerkgebouw onverdeeld gunstig. Het werd beschouwd als het nec plus ultra in kerkarchitectuur en als een wonder van schoonheid. Enkele eigentijdse getuigenissen:
- Het plan dier kerk in gothieken stiel is allerschoonst (1845).
- admirant avec une véritable joie, ce monument grandiose et majestueux, élevé au créateur du ciel et de la terre (1845).
- De kerk laet niet te wenschen over door hare prachtige bouwing en inwendige vercieringen (1847).
- De kerk in den ouden trand gebouwd, levert een zielverrukkend zigt op (1847).
- Une église, qui mérite, sous beaucoup de rapports, l’attention du touriste (in de toeristische gids van Gaillard)
- Leur église mérite, sous beaucoup de rapports, l'attention des touristes (in: Le cicérone brugeois, Bruges, s.d.).
- Op het plan van P.C. Popp, (1854 en 1865), werd de gevel afgebeeld op dezelfde manier als historische Brugse monumenten, zoals het Belfort, het stadhuis of de kathedraal.

Na enkele jaren evolueerde de zienswijze op de neogotiek, voornamelijk onder de invloed van de Engelse school van neogotiekers. Het werd voortaan een archeologische neogotiek, die het nauwgezet navolgen van de middeleeuwse vormen propageerde en doelbewust teruggreep naar oude materialen en technieken. De kerk van de redemptoristinnen beantwoordde niet aan deze canons.
Thomas Harper King schreef in Les Vrais Principes de l'art gotique in 1850 dat de kerk een 'slecht voorbeeld' was en dat de architect  de 'ware principes' van de gotische bouwkunst niet had begrepen. 
Adolf Duclos schreef in zijn 'Bruges. Histoire et souvenirs' (1910): Leur église fut bâtie en mauvais gothique du temps. On ferait évidemment mieux aujourd'hui. 
Michiel English stelde het nog scherper in het Parochieblad (1950): Die in de jaren 1840 geprezen kerk als een mirakel van kunst en schoonheid, maar in werkelijkheid een drake [was]. De zusters hebben dit na de oorlog van 14-18 een beetje verbeterd van binnen. 't Is verbeterd, maar ge kunt toch nooit van een kloefke een luxesluffer maken.
Hoe de appreciatie later opnieuw geëvolueerd was, toont de conclusie aan van het verslag in 2009 opgesteld ter voorbereiding van de bescherming: Het gebouw kan gezien worden als een synopsis en absoluut hoogtepunt van de vroege neogotiek in België.
In 2010 werd de kerk als monument beschermd. Ook een deel van het klooster werd mee beschermd, met name de sacristie, de winterkapel en een paar aanpalende vertrekken.

## Gevel
De negatieve waardeoordelen bleven nochtans in de jaren vijftig tot zeventig van de twintigste eeuw de bovenhand houden. Onder die invloed zouden de zusters ongetwijfeld het interieur van hun kerk hebben willen wijzigen, hadden ze er de financiële mogelijkheden toe gehad. Ze beperkten zich tot een aanzienlijke wijziging, een volledige nieuwbouw zelfs, van de voorgevel. In 1961 wendden de zusters zich tot architect Arthur Degeyter, vriend van Michiel English, die een neobarokgevel ontwierp voor het gebouw. Hoewel hiertegen tegenstand ontstond, verleende het stadsbestuur toch bouwvergunning en in 1963 was de nieuwe gevel voltooid.

## Interieur
De kerk paalt ten noorden aan het 17de-eeuwse godshuis "Hertsberge" en ten oosten en ten zuiden aan het kloostergebouw. Het gaat om een eenbeukige naar het oosten georiënteerde kerk, bestaande uit zes traveeën, waarvan de twee achteraan overbouwd zijn door een doksaal. Het rechthoekig koor, heeft ingebouwd ten noorden een reliekkamer en een sacristie en ten zuiden een winterkapel. 
Het gebouw is opgetrokken in baksteen, met een leien zadeldak. Ingewerkte glazen bovenlichten vervangen de oorspronkelijke lantaarntorentjes. 
Twaalf beelden staan op consoles met engelfiguren. Ze stellen voor:  Maria, de H. Alfonsus, Andreas, Simon, Thaddeus, Thomas, Johannes, Paulus, Petrus, Jacobus major, Matheus, Jacobus Minor, Batholomeus en Philippus. De beelden zijn van Felix Dumortier (1801-1868).
Tegen de westgevel staat op het doksaal de quasi gesloten orgeltribune, met het Schyvenorgel (1847), achter een zorgvuldig uitgewerkt smeedijzeren hek. 
De aankleding van de sacristie, met de kamerhoge wandkasten, is nog oorspronkelijk. Boven de sacristie bevinden zich enkele ruimten waar de relieken en devotievoorwerpen werden bewaard (zoals een kruis beschilderd door de stichter H. Alfonsus en een kussen waarop genoemde knielde tijdens zijn bisschopswijding) en waar de zusters konden biechten. 
Onder het meubilair bevindt zich een art-deco-hoogaltaar, door W. Deldaele uit Roeselare en met tabernakel van J.C. Spoorenberg uit Brussel, beide daterend uit 1931. De zijaltaren in marmer zijn gewijd aan O.L.Vrouw van Altijddurende Bijstand en aan het H. Hart. Ze zijn, net als de marmeren communiebank, vervaardigd door de Brugse beeldhouwer François Lefebure in 1847. 
De monumentale piëtagroep in 1857 gemaakt door François Detombay, werd geschonken door de jezuïet graaf Henri Goethals. 
In de klokkenkamer treft men zeven klokken aan: vier in 1846 gegoten door de weduwe Dumery en drie geleverd door Petitfour & Chicot in 1847.

## 21e eeuw
In 2004 werden in de kerk de laatste religieuze plechtigheden gehouden en werd ze gesloten. De roerende objecten werden in een privéverkoop van de hand gedaan. Alleen de objecten onroerend door bestemming bleven achter. Vanaf die datum tot in 2018 bleef de als monument beschermde kerk zonder bestemming. Vanaf 2024 komt er een atelierruimte.
In juni 2018 werd een overeenkomst gesloten tussen de eigenaar en de stad Brugge, waarbij de tweede de kerk in huur neemt voor een langere periode, als uitbreiding voor de tegenovergelegen kunstacademie.
In 2024 kocht de stad Brugge een deel van het klooster. Inbegrepen zijn de lokalen die al gehuurd werden voor de academie en de Kalvariebergtuin. De kerk werd in september 2024 in gebruik genomen door de school. Het werd een atelierruimte waar ook plaats is voor tentoonstellingen.